# Biram Faye
Biram Faye (nacido el 10 de marzo de 2000 en Dakar) es un jugador de baloncesto senegalés. Con 2.08 metros de estatura, juega en la posición de pívot que actualmente pertenece a la plantilla del Rawlplug Sokół Łańcut de la Polska Liga Koszykówki.

## Trayectoria deportiva
Formado en la cantera del Unicaja Málaga. En 2015, firma con el CB Gran Canaria, donde formaría parte del equipo de categoría cadete. Durante las temporadas 2016-17 y 2018-19 comienza a formar parte de la plantilla del filial del C.B. Gran Canaria que juega en Liga EBA.
En 2016, con sólo 16 años el pívot senegalés acabó el Campeonato de España cadete como MVP, MVP de la Final, Máximo Reboteador y Máximo Anotador del torneo.
Al año siguiente, en 2017 volvió a ser el MVP del Campeonato de España junior disputado en Bilbao, realizando unos promedios de 16,2 puntos, 12,8 rebotes, 1,7 tapones y 23,7 de valoración.
La campaña 2018-19 el pívot jugó como cedido en el Ávila Carrefour de LEB Plata y se destapó como una de las piezas clave del equipo castellano-leonés, en el que promedió 11 puntos, 8 rebotes, 1.5 tapones y 14.6 de valoración por encuentro. Además, obtuvo 27 puntos, 14 rebotes, 3 tapones con un 41 de valoración en un encuentro.
En agosto de 2019, se compromete con el Delteco GBC tras su descenso a la liga LEB Oro, cedido por una temporada por el CB Gran Canaria.
En agosto de 2020, firma con el Bàsquet Girona de la LEB Oro, la segunda división española.
En la temporada 2022-23, firma por el Bnei Herzliya de la Ligat ha'Al.
El 16 de febrero de 2023, firma por el Força Lleida Club Esportiu de la Liga LEB Oro.
El 11 de agosto de 2023, firma por el Rawlplug Sokół Łańcut de la Polska Liga Koszykówki.

### Selección nacional
En 2018 disputa con la Senegal el Campeonato del Mundo sub-19 que se celebró en Grecia. En ese torneo el senegalés consiguió unos buenos promedios de 19.4 puntos, 10 rebotes y 25 de valoración.